# Liste moldauischer Schachspieler
Moldauische Schachspieler alphabetisch
Aufgelistet sind neben den historischen Meistern Meisterspieler, die seit der Unabhängigkeit der Republik Moldau 1991 die moldauische Einzelmeisterschaft gewonnen haben, einen IM- oder GM-Titel (beiderlei Geschlechts) tragen, eine Elo von mindestens 2400 erreicht haben oder herausragende Fernschachspieler sind.

## A
- Naira Agababean (* 1951), Großmeisterin der Frauen, moldauische Meisterin der Frauen

## B
- Roman Babici (* 1976), Internationaler Meister[1]
- Diana Baciu (* 1994), Internationale Meisterin der Frauen, moldauische Meisterin der Frauen
- Iulian Baltag (* 1986), Internationaler Meister, moldauischer Meister
- Sergiu Bargan (* 1979), Internationaler Meister
- Anatolij Bets (* 1966), Internationaler Meister, moldauischer Meister[2]
- Viktor Bologan (* 1971), Großmeister
- Irina Bulmaga (* 1993), Internationaler Meister, Großmeisterin der Frauen, moldauische Meisterin der Frauen[3]
- Marija Butuk (* 1993), Internationale Meisterin der Frauen[4]

## C
- Liviu Cerbulenco (* 1996), moldauischer Meister
- Vadim Chernov (* 1963), Internationaler Meister, moldauischer Meister[5]

## D
- Ivan Deseatnicov (* 1981), Internationaler Meister
- Alexey Diulger (* 1980), Internationaler Meister
- Lilia Doibani (* 1986), moldauische Meisterin der Frauen
- Angela Dragomirescu (* 1973), Internationale Meisterin der Frauen[6]

## F
- Ilye Figler (1947–2018), Internationaler Meister, moldauischer Meister[7]
- Alexei Furtuna (* 1980), moldauischer Meister

## G
- Paula-Alexandra Gîtu (* 1999), moldauische Meisterin der Frauen
- Dan Golub (* 1989), moldauischer Meister
- Diana Greabca (* 1983), Internationale Meisterin der Frauen
- Irina Greabca (* 1984), Internationale Meisterin der Frauen
- Viktor Gyrlea (* 1948), Internationaler Meister

## H
- Vladimir Hamițevici (* 1991), Großmeister, moldauischer Meister
- Olga Hîncu (* 1997), moldauische Meisterin der Frauen

## I
- Roman Iankowski (* 1978), Internationaler Meister
- Irina Ionescu (* 1973), Großmeisterin der Frauen, moldauische Meisterin der Frauen[8]
- Viorel Iordăchescu (* 1977), Großmeister, moldauischer Meister
- Valerij Iovcov (* 1997), Meisterspieler
- Boris Itkis (* 1952), Internationaler Meister, moldauischer Meister[9]

## K
- Alexey Khruschiov (* 1982), Großmeister, moldauischer Meister
- Viktor Komliakov (* 1960), Großmeister

## M
- V. Makarov (* 1983), Internationaler Meister[10]
- Iaroslav Martemianov (* 1990), Internationaler Meister
- Nikita Morozov (* 1999), Internationaler Meister
- Cristina Moșin (* 1982), Internationale Meisterin der Frauen

## N
- Raisa Nevednichaya (1944–2025), Internationale Fernschachmeisterin der Frauen
- Boris Nevednichy (1939–2025), Internationaler Meister
- Vladislav Nevednichy (* 1969), Großmeister, moldauischer Meister[11]

## P
- Viktor Panush (* 1966), Internationaler Meister
- Svetlana Petrenko (* 1974), Internationaler Meister, moldauischer Meister, Großmeisterin der Frauen, moldauische Meisterin der Frauen
- Elena Pîrțac (* 1984), Großmeisterin der Frauen, moldauische Meisterin der Frauen

## R
- Dorian Rogozenco (* 1973), Großmeister, moldauischer Meister[12]
- Nadejda Roizen (* 1969), Internationale Meisterin der Frauen[13]
- Viktor Romcovici (* 1950), Internationaler Meister

## S
- Vasile Sănduleac (* 1971), Großmeister, moldauischer Meister
- Ivan Schiţco (* 2003), Internationaler Meister
- Almira Scripcenco (* 1976), Internationaler Meister, Großmeisterin der Frauen[14]
- Marina Sheremetieva (* 1963), Großmeisterin der Frauen, moldauische Meisterin der Frauen
- Vladislav Shepolito (* 1984), Internationaler Meister[15]
- Viacheslav Slovineanu (* 1972), Internationaler Meister, moldauischer Meister
- Karolina Smokina (* 1977), Großmeisterin der Frauen, moldauische Meisterin der Frauen
- Serghei Solcanean (* 1968), Internationaler Meister
- Stefan Solonar (* 1956), Internationaler Meister[16]
- Ruslan Soltanici (* 1984), Internationaler Meister, moldauischer Meister
- Dmitry Svetushkin (1980–2020), Großmeister, moldauischer Meister

## T
- Sergei Tikhomirov (* 1965), Internationaler Meister
- German Titow (* 1963), Internationaler Meister
- Wjatscheslaw Tschebanenko (1942–1997), Meisterspieler

## V
- Serghej Vedmediuc (* 1980), Internationaler Meister, moldauischer Meister
- Viorel Vezdeutsan (* 1970), Meisterspieler
- Dorian Vicol (* 1988), Internationaler Meister

## W
- Anna Wagener (* 1976), Großmeisterin der Frauen, moldauische Meisterin der Frauen[17]

## Z
- Anatolij Zajarnyi (* 1965), Internationaler Meister
- Victor Zaporojan (* 1973), Internationaler Meister
- Polina Zilberman (* 1969), Internationale Meisterin der Frauen[18]